# بيدرو ألباريث أوسوريو
بيدرو ألباريث أوسوريو ( siglo XV - ليون؟، 11 يونيو 1461) كان نبيلًا ليونيًا، أول كونت لتراستامارا ، سيد كاستروفيردي وسيد فيلالوبوس ، ملازم أستورجا وحصنها، سيد سيبييدا، رئيس ضباط بيندون ، رئيس حرس الملك . 

## حياة
كان بيدرو نجل خوان ألباريث أوسوريو وألدونزا دي غوزمان، عند وفاة والده في عام 1417، تولي مسؤولية العديد من اللوردات في ليون و بلد الوليد وزامورا ولوغو. شغل ايضا منصب عمدة ألباريث، وهو المنصب الذي شغله والده أيضًا ،كبير حراس الملك جون الثاني ملك قشتالة وملازما للعديد من القصور والأقاليم مثل قصر أستورجا.
سياسيا تحالف في البداية مع فادريك إنريكيث، ولكن بعد سقوطه من النعمة، دعم مفضله ألفارو دي لونا، عندما أزيل الأخير من البلاط، قرر بيدرو الوقوف إلى جانب الملك، الذي كافأه في 4 فبر 1445 بمنحه اللقب الوراثي كونت تراستمارا، بأراضيها وأراضي ترابا في نفس العام، شارك في معركة أولميدو، وحوالي عام 1448، أيد اتفاقية الأخوة بين مدن ليون وزامورا وتورو وأستورجا والتى عزل بها عدوه، كونت بينافينتي.
في عام 1450 ، أصبح مع شقيقه ألفارو في أسقفية أستورغا، حاميًا وقائدًا للسيادة الأبرشية.بعد ثماني سنوات، في 7 يونيو 1458، انضم إلى اتحاد النبلاء الجاليكيين المعارضين لرئيس أساقفة سانتياغو دي كومبوستيلا، رودريغو دي لونا، وفي هذا السياق، شارك أيضًا في حصار قلعة روتشا فورتي الأبرشية، على الرغم من أنه أُمر بالتوقف في مايو ويونيو من نفس العام ،وقد سبق رفع الحصار في سبتمبر 1458 توقيع هدنة لمدة ستة أشهر ، والتي عند انتهائها دفعت نبلاء المنطقة، الذين دعموه سابقًا، إلى مواجهة بيدرو وتطويقه داخل سانتياغو دي كومبوستيلا في صيف عام 1460. في منتصف مارس 1461 اضطر الكونت إلى الفرار من المدينة، بعد فشل محاولاته لتثبيت ابنه لويس على كرسي أسقفية أستورغا.

### الزواج والنسل
تزوج إيزابيل دي روخاس، التي جلبت له سيادة سيبييدا التي كان يشغلها الأمير خوان من أراغون، وكان لديه معها ألفار بيريز أوسوريو، الذي خلفه في منصب الكونت الثاني لتراستامارا و الماركيز الأول لأستورجا.